# Forever, Michael
Forever, Michael es el cuarto álbum de estudio del cantante estadounidense Michael Jackson. Fue lanzado el 16 de enero de 1975 por Motown Records. Terminaría siendo su último álbum lanzado con Motown. Este álbum muestra un cambio en el género musical en el Jackson de diecisiete años de edad para ese entonces, quien adoptó un sonido más Soft Soul que iba a seguir desarrollando en sus posteriores discos en solitario en Epic Records.
La mayoría de los temas fueron grabados en 1974, y el álbum fue originalmente programado para ser lanzado ese año. Sin embargo, debido a la demanda del gran éxito de The Jackson 5 con "Dancing Machine", la producción en el álbum de Jackson se retrasó hasta que el furor de esa canción disminuyó por completo.
El álbum ayudó a volver a Jackson a los 40 mejores, ayudados por los sencillos "We're Almost There" y "Just a Little Bit of You", escrita por los Hermanos Holland (Eddie y Brian) de Holland-Dozier-Holland. 
En 1981, Motown lanzó "One Day in Your Life" como sencillo, junto con el Día de la One en su publicación del disco recopilatorio de vida, para capitalizar fuera de Jackson Off the Wall éxito en Epic. El sencillo llegó al número uno en el Reino Unido, convirtiéndose en el sexto sencillo más vendido de 1981 en el Reino Unido. 
Posteriormente, el disco se convirtió en su primer álbum en salir a la venta en formato casete en mayo de 1982 vendiendo 300 000 unidades.
A excepción de la posición máxima del número 101 en la lista Billboard Top LPs & Tape y del número 10 en la lista Billboard Top Soul Albums, ambas en los Estados Unidos, Forever, Michael no llegó a figurar en las listas de otros países. A diferencia de los anteriores álbumes de estudio de Jackson, el álbum no tuvo éxito comercial en todo el mundo. Sin embargo, Forever, Michael fue generalmente bien recibido por la crítica musical contemporánea. Como parte de la promoción del álbum, se lanzaron tres sencillos de Forever, Michael, todos los cuales tuvieron un éxito comercial moderado en el Billboard Hot 100 de los Estados Unidos y en otras listas musicales de todo el mundo.
En 1981, Motown publicó un álbum recopilatorio con el mismo nombre. El sencillo llegó al número uno en el Reino Unido, convirtiéndose en el sexto sencillo más vendido de 1981 en el país. Las canciones del álbum se reeditaron en 2009 tras la muerte de Jackson en junio del mismo año como parte del álbum recopilatorio de 3 discos titulado Hello World: The Motown Solo Collection. 

## Información sobre el álbum
El álbum fue el cuarto de Jackson como artista en solitario y acabaría siendo su último álbum publicado con Motown antes de que él y sus hermanos, The Jackson 5 (excepto Jermaine, que seguiría con Motown hasta 1983) se marcharan a CBS Records tras el lanzamiento de su décimo álbum, Moving Violation. Este álbum supuso un cambio de estilo musical para el joven de 16 años, que adoptó un sonido soul más suave que seguiría desarrollando en sus posteriores álbumes en solitario para Epic Records, el sello con el que grabaría el resto de su vida. Al álbum también se le atribuyen canciones con elementos funk.
La mayoría de los temas se grabaron en 1974, y el álbum iba a publicarse ese mismo año. Sin embargo, debido a la demanda del gran éxito de los Jackson 5, "Dancing Machine", la producción del álbum de Jackson se retrasó hasta que se calmó el revuelo de esa canción. En 1975, Motown lanzó una campaña promocional conjunta con Forever, Michael y Moving Violation.
El álbum ayudó a devolver a Jackson al top 40, ayudado por los singles "We're Almost There" y "Just a Little Bit of You", ambos escritos por los hermanos Holland (Eddie y Brian) de Holland-Dozier-Holland.
En 1981, Motown lanzó un álbum recopilatorio con el mismo nombre, para aprovechar el éxito de Off the Wall de Jackson en Epic. El sencillo llegó al número uno en el Reino Unido, convirtiéndose en el sexto sencillo más vendido de 1981 en ese país.
Este es el único álbum de estudio de Jackson que no comparte nombre con una de las canciones del disco (sin contar el álbum póstumo de 2010 Michael). 
Aunque su voz ya mostraba signos de cambio en su anterior álbum Music & Me, dos años antes, éste fue también el primer disco en el que Jackson era un tenor en lugar de un niño soprano.
La versión del disco compacto del álbum elimina el borde blanco alrededor de la fotografía de Jackson de la portada del álbum, y en su lugar hace la imagen más grande para que no se vea el fondo. Además, el texto "Forever, Michael" se cambia por un texto más sencillo que recoge tanto "Michael Jackson" como "Forever, Michael" en un tipo de letra diferente.

## Lista de canciones
| N.º | Título                     | Escritor(es)                                         | Duración |  |
| 1.  | «We're Almost There»       | Edward Holland Jr., Brian Holland                    | 3:41     |  |
| 2.  | «Take Me Back»             | Edward Holland Jr., Brian Holland                    | 3:29     |  |
| 3.  | «One Day in Your Life»     | Sam Brown III, Renée Armand                          | 4:15     |  |
| 4.  | «Cinderella Stay Awhile»   | Mack David, Michael Burnett Sutton                   | 3:11     |  |
| 5.  | «We've Got Forever»        | Mack David, Elliot Willensky                         | 3:12     |  |
| 6.  | «Just a Little Bit of You» | Edward Holland Jr., Brian Holland                    | 3:14     |  |
| 7.  | «You Are There»            | Sam Brown III, Randy Meitzenheimer, Christine Yarian | 3:23     |  |
| 8.  | «Dapper Dan»               | Hal Davis, Elliot Willensky                          | 3:08     |  |
| 9.  | «Dear Michael»             | Hal Davis, Elliot Willensky                          | 2:37     |  |
| 10. | «I'll Come Home to You»    | Freddie Perren, Christine Yarian                     | 3:05     |  |

## Posicionamiento
| Gráfica (1975)                          | Pico de psoción |
| --------------------------------------- | --------------- |
| Estados Unidos (Billboard 200)          | 101             |
| Estados Unidos (Top R&B/Hip-Hop Albums) | 10              |